# MTB Racing Nord
MTB Racing Nord — датский любительский велосипедный клуб, расположенный в Вестбьерге, пригороде Ольборга.

## История клуба
Клуб был создан в 2019 году с целью популяризации маунтинбайка и предоставления платформы для занятий этим видом спорта велосипедистам всех уровней подготовки.

## Деятельность клуба
С момента своего основания MTB Racing Nord сосредоточился на развитии сообщества любителей горного велосипеда, организуя тренировки, гонки и мероприятия, ориентированные как на спортсменов, так и на любителей. Клуб делает упор на инклюзивность, поощряя участие людей разных возрастов и пола. Он завоевал репутацию клуба с благоприятной атмосферой, помогающей членам клуба совершенствовать свои навыки и получать удовольствие от катания на горном велосипеде.
Благодаря различным инициативам MTB Racing Nord способствует развитию горного велосипеда в регионе Ольборг, создавая возможности для местных велосипедистов участвовать в соревнованиях и общаться с теми, кто разделяет их страсть к велоспорту.
В команде клуба MTB Racing Nord выступали такие велогонщики как Пав Краг (с 2021 по 2023 годы), Гертруд Мадсен (2021), и другие.

### Инклюзивный подход
Одним из ключевых принципов MTB Racing Nord является инклюзивность. Клуб активно поощряет участие людей разных возрастов и пола, создавая среду, где каждый может найти свое место. Этот подход делает спорт доступным для широкого круга людей и способствует формированию разнообразного и дружелюбного сообщества.

## Тренировочные программы и соревнования
Клуб организует регулярные тренировки для участников разного уровня подготовки — от новичков до опытных гонщиков. Программы тренировок разрабатываются с учетом индивидуальных потребностей и целей участников, что позволяет каждому прогрессировать в своем темпе.
Кроме того, MTB Racing Nord регулярно проводит соревнования различного масштаба — от небольших внутриклубных состязаний до более крупных региональных мероприятий. Эти соревнования дают возможность участникам клуба проверить свои навыки в соревновательной среде и приобрести ценный опыт.